# Preeceville
Preeceville est une ville de la Saskatchewan au Canada.

## Géographie
La localité de Preeceville est située dans le sud-ouest de la province de Saskatchewan, à 10 km à l'ouest de la ville de Sturgis et à 99 km au nord de Yorkton.

## Histoire

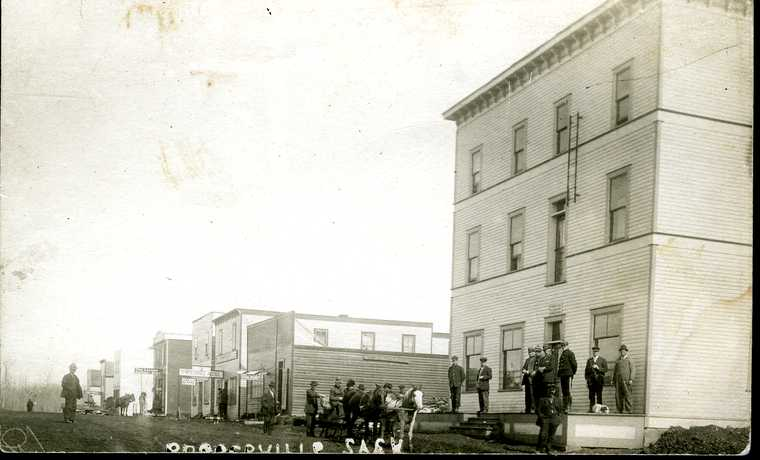
Preeceville vers 1909.

## Démographie
| 2016  | 2021  |
| ----- | ----- |
| 1 125 | 1 062 |